# Rainer Persike
Rainer Persike (* 19. Juli 1947) ist ein ehemaliger deutscher Fußballtrainer.

## Laufbahn
Seit 1966 übte er beim SV Meppen nebenberuflich das Amt des Jugendtrainers aus. Über die C- und B-Jugend arbeitete er sich zum A-Jugendtrainer hoch und übte diese Funktion von 1970 bis 1983 aus und war gleichzeitig drei Jahre Spielertrainer der 2. Herrenmannschaft. Ab 1983 trainierte er den SV Meppen, den er 1987 als Meister der AOL Nord über die Aufstiegsrundenspiele in die 2. Bundesliga führte. Nach dem Aufstieg wurde das "Modell Meppen" bestaunt, denn 19 der 22 Akteure waren waschechte Emsländer – eine derartige "Regionalauswahl" hatte es in der Zweitligageschichte noch nie gegeben und verstärkte die ohnehin große Verbundenheit des Emslandes mit seinem erfolgreichen Fußball-Botschafter. Am Erfolg des NFV im Länderpokal des Jahres 1987 hatte auch der Meppener Trainer seinen Anteil: Beim Finalsieg von Niedersachsen gegen Berlin am 5. April 1987 in Meppen durch einen 3:1-Sieg verwandelte der junge Verteidiger Eckhard Vorholt zwei Elfmeter und mit Frank Faltin, Reinhold Tattermusch, Josef Menke, Robert Thoben, Dietmar Sulmann und Wolfgang Hohmann gehörten noch sechs weitere Spieler von Meppen der Verbandsauswahl an. Bis 1991 übte er das Traineramt in der 2. Bundesliga aus. Er belegte mit der Mannschaft aus dem Emsland die Plätze 14. (1988), 10. (1989), 11. (1990) und 1990/91 den 16. Rang. Zur Runde 1991/92 wurde er durch Horst Ehrmantraut abgelöst. Im Hauptberuf war Persike Zivilangestellter bei der Bundeswehr.
Zur Saison 2013/14 wurde er in seiner Position als Sportlicher Leiter durch Christian Neidhart ersetzt.